# Ку Кам Фай
Ку Кам Фай (кит. трад.: 顧錦輝; ютпхін: gu gam fai, нар. 27 січня 1961, Гонконг) — гонконзький футболіст, який грав на позиції захисника. Після закінчення виступів на футбольних полях — гонконзький футбольний тренер. Відомий за виступами в клубах «Істерн» та «Саут Чайна», після закінчення виступів на футбольних полях тривалий час працював у тренерському штабі клубу «Саут Чайна».

## Клубна кар'єра
Ку Кам Фай розпочав виступи на футбольних полях у складі клубу «Цуен Ван» у 1980 році. У 1983 році він перейшов до складу клубу «Істерн», а за рік став гравцем клубу «Саут Чайна». У складі команди футболіст 7 разів вигравав чемпіонат Гонконгу, кілька разів вигравав Кубок Гонконгу. У складі «Саут Чайна» Ку Кам Фай грав до 1997 року, після чого завершив виступи на футбольних полях.

## Виступи за збірну
З 1983 року Ку Кам Фай грав у складі збірної Гонконгу. У складі збірної грав у відбірковому турнірі до чемпіонату світу 1986 року, зокрема забив переможний м'яч у гостьовій грі проти збірної Китаю 19 травня 1985 року. У 1990 році футболіст у складі збірної Гонконгу брав участь у футбольному турнірі Азійських ігор. У складі збірної грав до 1998 року, загалом провів у її складі 45 матчів, у яких відзначився 5 забитими м'ячами.

## Тренерська кар'єра
Відразу після закінчення виступів на футбольних полях у 1997 році Ку Кам Фай увішов до тренерського штабу клубу «Саут Чайна», кілька разів виконував обов'язки головного тренера команди. Після добровільного пониження клубу в нижчий дивізіон у зв'язку з відсутністю фінансування у 2017 році Ку Кам Фай залишився працювати в тренерському штабі клубу, одночасно тренуючи молодіжну команду «Ван Чай».